# Diplusodon burchellli
Diplusodon burchellli är en fackelblomsväxtart som beskrevs av Emil Bernhard Koehne. Diplusodon burchellli ingår i släktet Diplusodon och familjen fackelblomsväxter. Inga underarter finns listade i Catalogue of Life.